# Claude-Anne Gaultier
Pour les articles homonymes, voir Gaultier.
Claude Anne Louis Gaultier est un homme politique français né le 12 octobre 1807 à Rive-de-Gier (Loire).
Fils et successeur de Me François Louis Gaultier, il est notaire de Rive-de-Gier; il est député de la Loire de 1842 à 1846, siégeant dans l'opposition de gauche. Il est également maire de Rive-de-Gier de 1844 à 1848.
Il épouse Marie Coralie Shiff le 14 mars 1844 à Paris.
Il est propriétaire du château de Val de 1837 à 1865, le sauve de la destruction et conduit la première étude rationnelle de son histoire et architecture.
Il décède à Mauriac (Cantal), le 2 avril 1875.